# Haynecourt British Cemetery
Le cimetière « Haynecourt British Cemetery » est un cimetière militaire de la Première Guerre mondiale situé sur le territoire de la commune d'Haynecourt, Nord.

## Localisation
Ce cimetière est situé à la sortie sud-ouest du village, sur la route de Bourlon.

## Historique
Occupé dès fin août 1914,l'avancée des Alliés dans la bataille de Cambrai en 1917 n'atteint pas le secteur et ce n'est qu'en septembre 1918 que les villages d'Haynecourt, Sailly et Cantimpré furent repris par les troupes britanniques et canadiennes après de violents combats. Le 27 septembre 1918, la 1re Division canadienne et la 11e Division prirent Haynecourt. Ce cimetière a été créé à cette époque. La plupart des victimes sont tombées les 27 et 28 septembre 1918.

## Caractéristiques
Le cimetière britannique d'Haynecourt comporte 289 sépultures de la Première Guerre mondiale, dont huit ne sont pas identifiées. Le cimetière a été conçu par WH Cowlishaw.

## Sépultures
| Pays        | Sépultures |
| ----------- | ---------- |
| Royaume-Uni | 23         |
| Canada      | 266        |
| Total       | 289        |

### Galerie

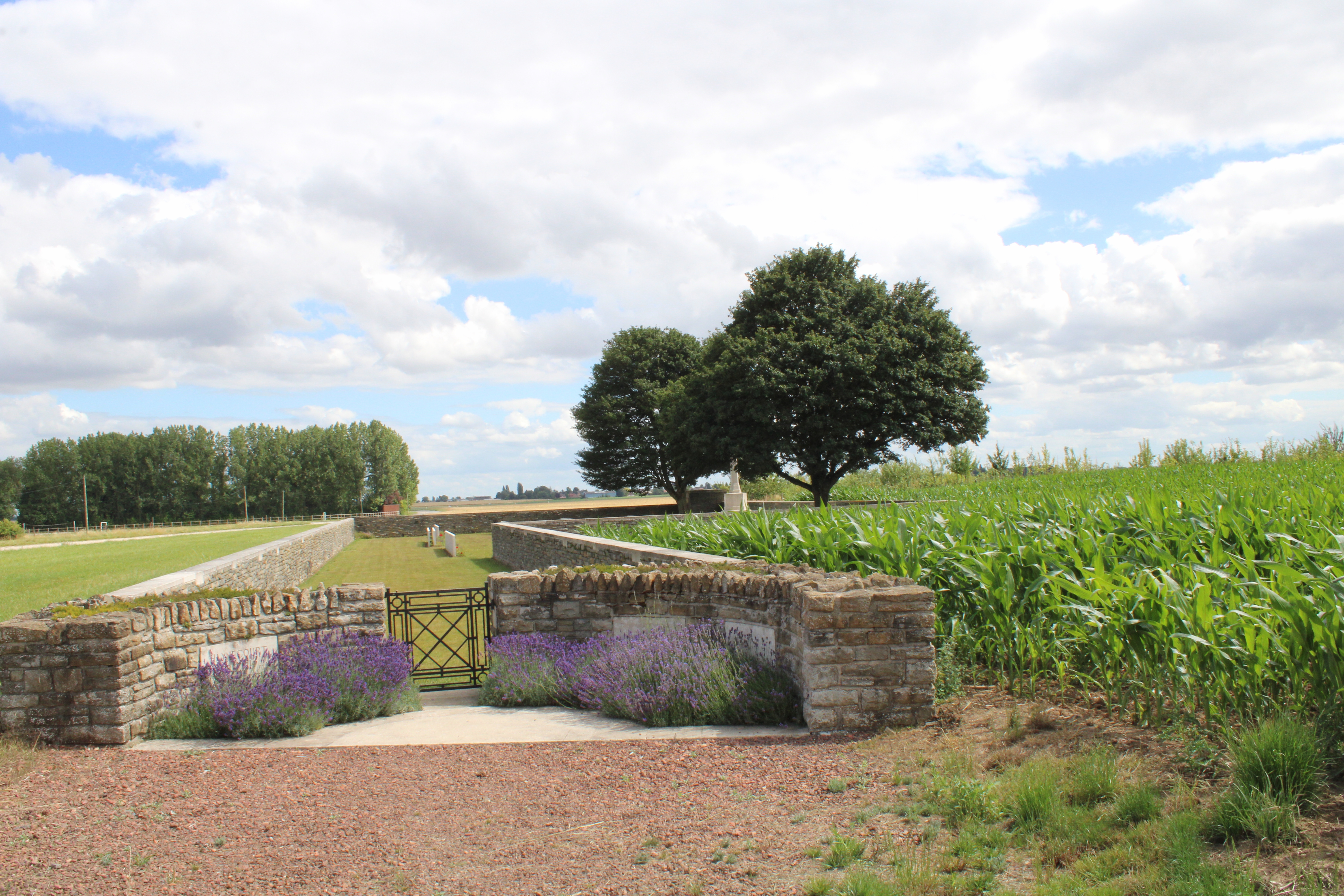
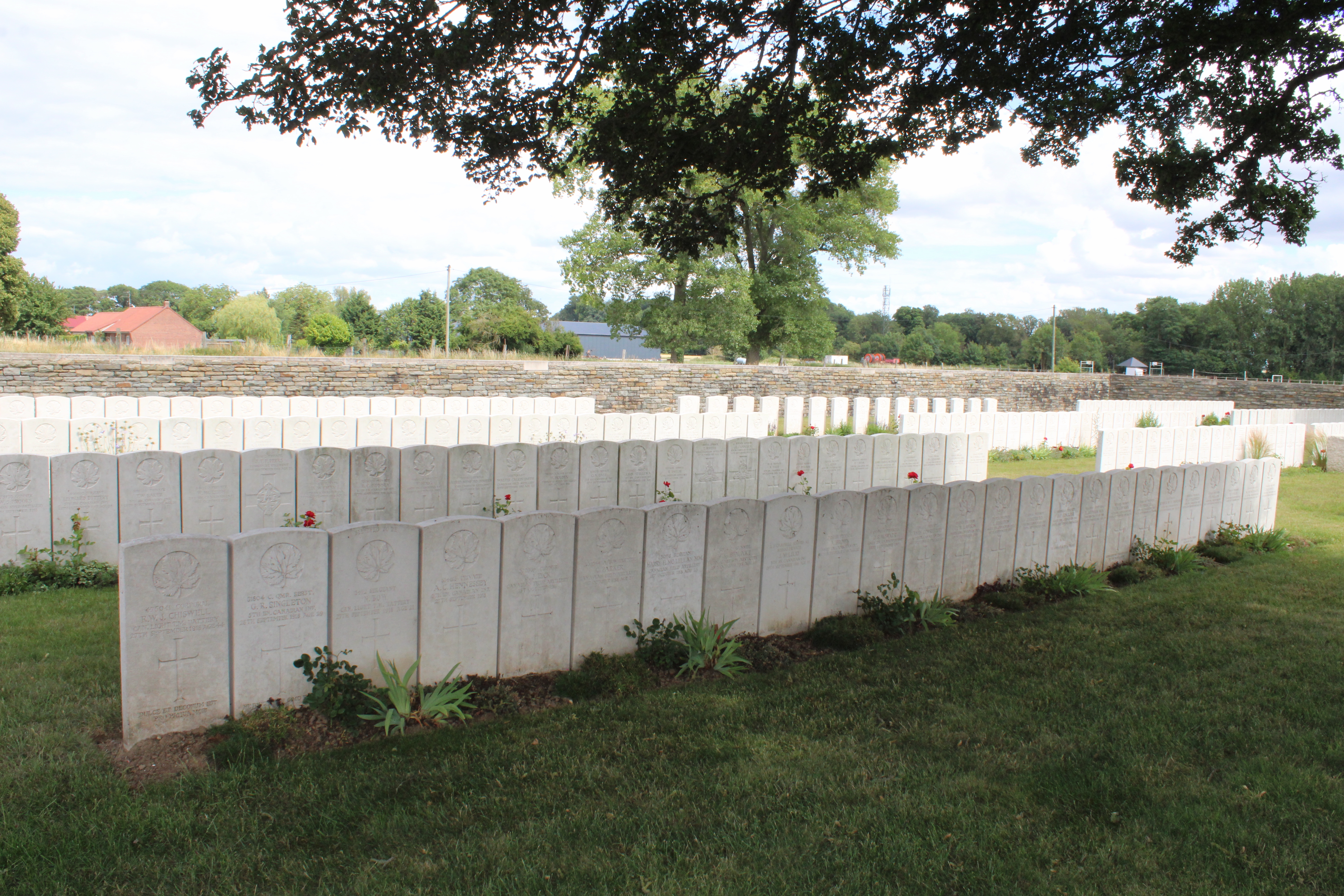
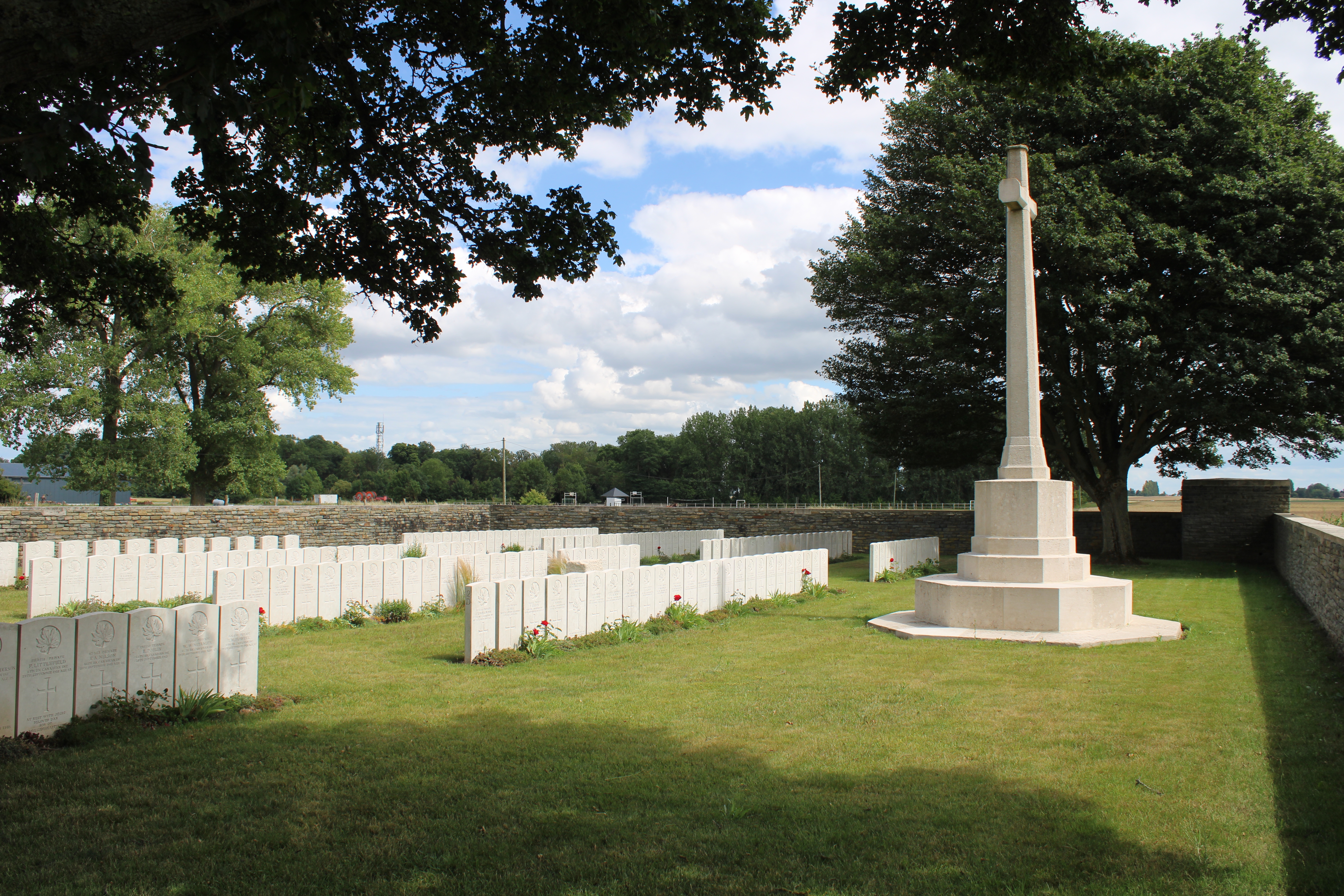
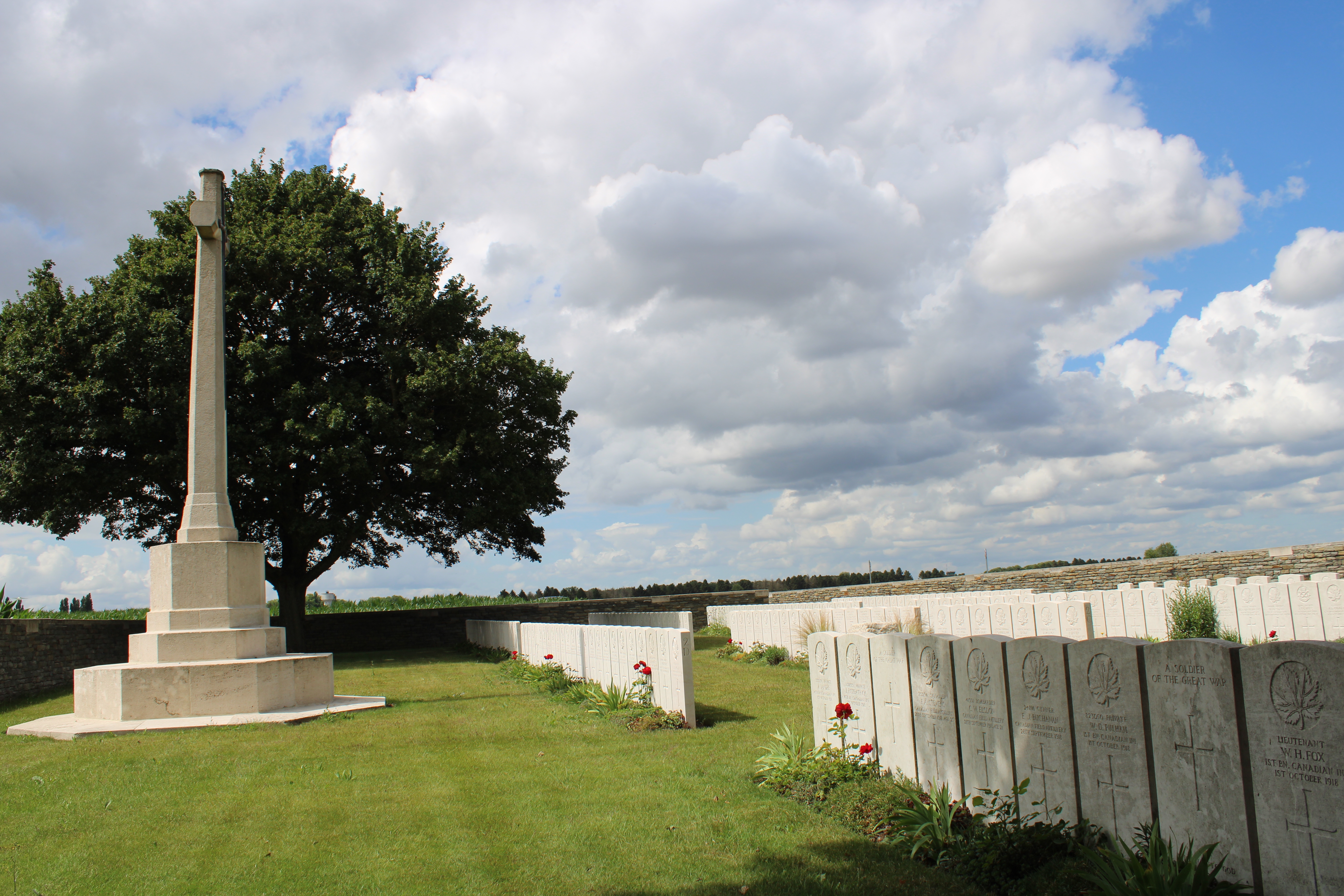
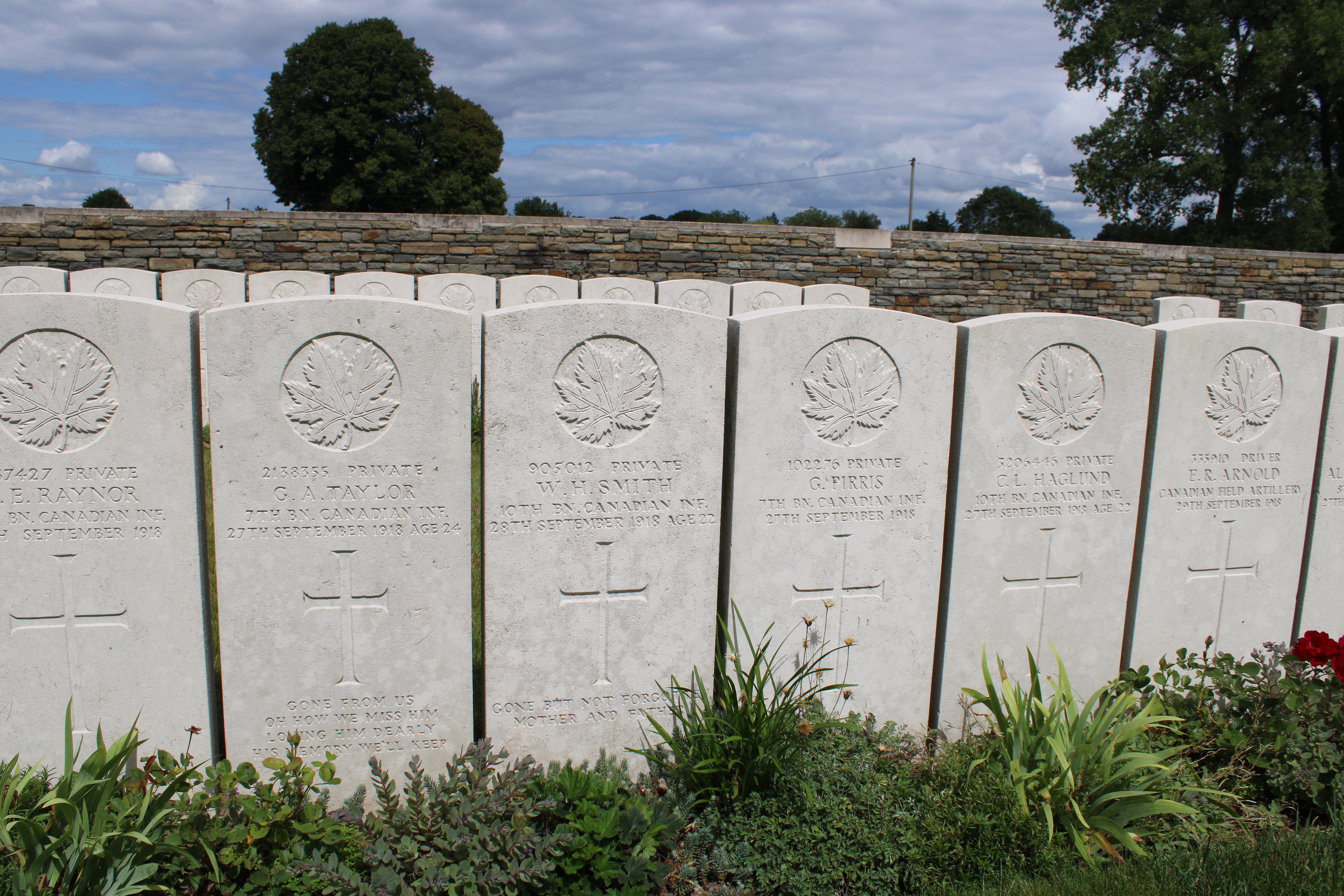
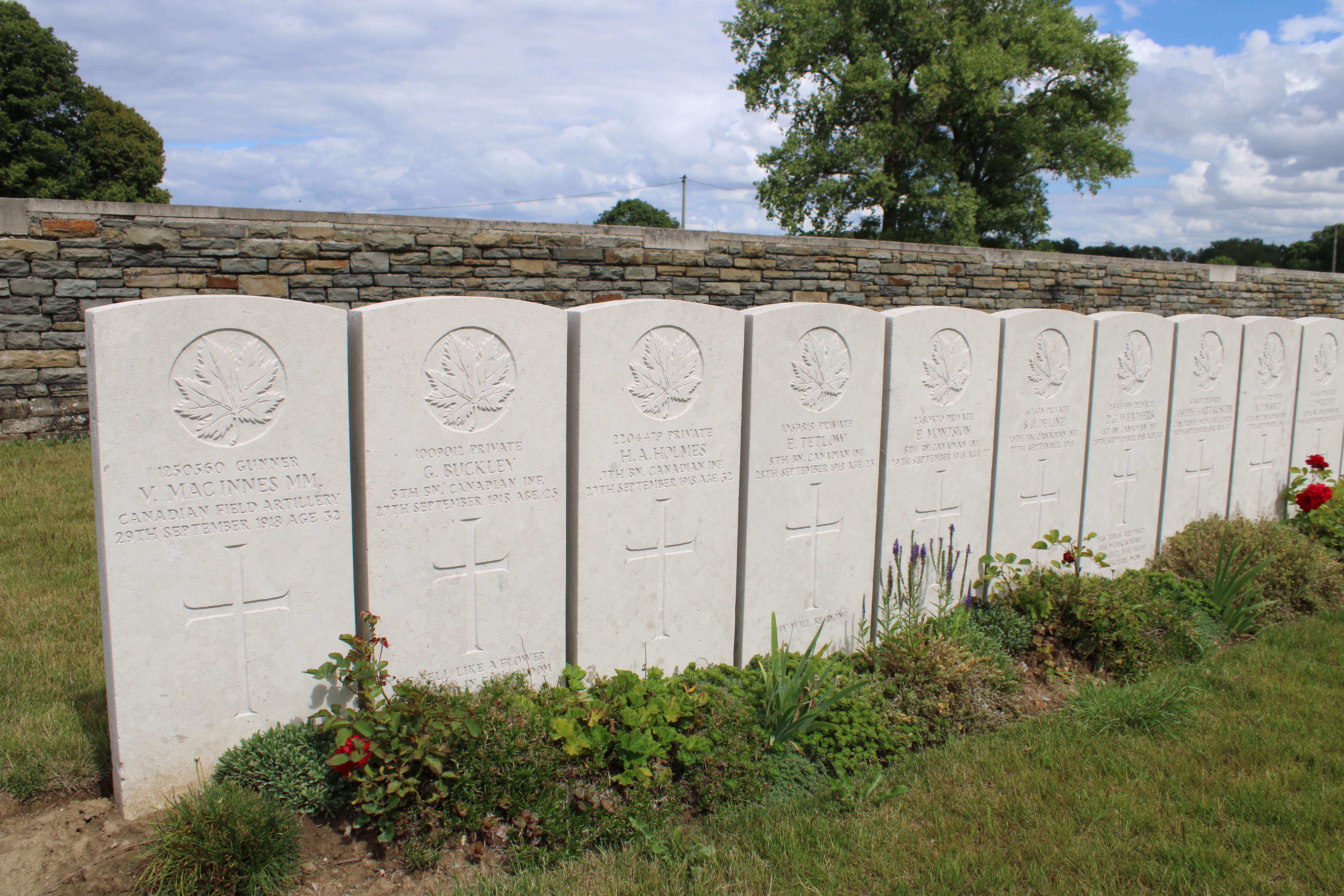
Tombes de soldats canadiens tombés les 27, 28 et 29 septembre 1918.

### Liens Externes
http://www.inmemories.com/Cemeteries/haynecourt.htm